# So Good
So Good ist ein Lied des US-amerikanischen Rappers B.o.B aus dem Jahr 2012. 

## Entstehung und Veröffentlichung
Geschrieben wurde das Lied vom Interpreten selbst, zusammen mit Noel Zancanella und den OneRepublic-Mitgliedern Brent Kutzle und Ryan Tedder. Tedder und Zancanella zeichneten zudem für die Produktion verantwortlich.
Die Erstveröffentlichung von So Good erfolgte als Single am 21. Februar 2012 bei Atlantic Records. Diese erschien als Einzeltrack zum Download. Am 27. April 2012 erschien eine 2-Track-CD-Single mit der B-Seite Play the Guitar, bei der B.o.B von André 3000 unterstützt wurde (Katalognummer: 7567-87631-7). Am 27. April 2012 erschien das Lied als Teil von Strange Clouds (Katalognummer: 530871-2), dem zweiten Studioalbum von B.o.B.

## Musikvideo
Das offizielle Musikvideo wurde erstmals am 21. März 2012 auf B.o.Bs offiziellem Channel veröffentlicht, nachdem am 23. Februar und am 23. März bereits zwei Teaser für das Video erschienen waren. Es wurde im Februar 2012 in Buenos Aires in Argentinien von Justin Francis gedreht. Im Musikvideo sieht man ihn anfangs in einem Café, laut Text mit einer „kubanischen Zigarette“ und einem „deutschen Bier“ sitzen, bis seine Freundin ankommt und beide weitergehen. Man sieht sie abwechselnd in ihrem Haus auf einem Sofa sitzen und in Buenos Aires laufen. Als die zweite Strophe anfängt, sieht man ihn in einem großen Saal rappen, daraufhin wiederum vor einer verfallenen, mit Graffiti besprühten Wand. Danach gehen sie erneut spazieren. Am Ende des Videos sieht man B.o.B weit entfernt im großen Saal. Das Video hat bisher (17. Juli 2012) rund 15 Millionen Aufrufe.

## Rezensionen
Lewis Corner von Digital Spy meinte beispielsweise: „B.o.B’s fun-loving attitude and care-free coolness does evoke a certain popular Michelangelo – if we’re talking about the Teenage Mutant Ninja Turtles version, that is.“ und verlieh drei Sterne, während Cristin Maher von Pop Crush vier von fünf Sternen vergab und sagte: „Overall, we think B.o.B has another big hit on his hands with ‘So Good,’ as it has the ability to catch the ear of pop, R&B, and hip-hop fans alike.“

## Kommerzieller Erfolg

### Chartplatzierungen
In Deutschland konnte sich die Single auf Platz 65 platzieren und vier Wochen in den Charts bleiben, in Österreich wurde Platz 38 erreicht, wo der Titel insgesamt drei Wochen in den Charts verweilte. In der Schweiz erreichte das Lied Platz 48 und war fünf Wochen in den Charts, im Vereinigten Königreich konnte es sich in den Top 10 auf dem siebten Rang platzieren, 17 Wochen platzierte es sich in den Top 100. In den US-amerikanischen Billboard Hot 100 konnte die Single 18 Wochen in den Charts bleiben und Platz elf erreichen.
| ChartsChartplatzierungen       | Höchstplatzierung | Wochen |
| ------------------------------ | ----------------- | ------ |
| Deutschland (GfK)              | 65 (4 Wo.)        | 4      |
| Österreich (Ö3)                | 38 (5 Wo.)        | 5      |
| Schweiz (IFPI)                 | 67 (3 Wo.)        | 3      |
| Vereinigte Staaten (Billboard) | 11 (18 Wo.)       | 18     |
| Vereinigtes Königreich (OCC)   | 7 (17 Wo.)        | 17     |

| ChartsJahrescharts (2012)      | Platzierung |
| ------------------------------ | ----------- |
| Vereinigte Staaten (Billboard) | 80          |

### Auszeichnungen für Musikverkäufe
| Land/Region                  | Auszeichnungen für Musikverkäufe (Land/Region, Auszeichnung, Verkäufe) | Verkäufe  |
| ---------------------------- | ---------------------------------------------------------------------- | --------- |
| Kanada (MC)                  | Gold                                                                   | 40.000    |
| Neuseeland (RMNZ)            | Gold                                                                   | 7.500     |
| Vereinigte Staaten (RIAA)    | 2× Platin                                                              | 2.000.000 |
| Vereinigtes Königreich (BPI) | Gold                                                                   | 400.000   |
| Insgesamt                    | 3× Gold · 2× Platin ·                                                  | 2.447.500 |